# Rabenshausen
Koordinaten: 51° 10′ 13″ N, 9° 25′ 11″ O
Rabenshausen ist eine Wüstung in der Gemarkung von Neuenbrunslar, einem Stadtteil von Felsberg im nordhessischen Schwalm-Eder-Kreis.

## Geographie
Die einstige Ortslage befindet sich auf etwa 212 m ü. NHN rund 1 km westlich von Neuenbrunslar, 1 km südöstlich von Deute und 500 ostnordöstlich des Mader Holzes. Etwa 400 m westlich verläuft die Kreisstraße K 3 von Deute am Mader Holz vorbei nach Böddiger. Die Landesstraße L 3222 von Neuenbrunslar nach Deute verläuft nördlich.

## Geschichte
Zur Geschichte des Orts, der zum landgräflich-hessischen Amt Felsberg gehörte, ist kaum etwas bekannt. Obwohl bereits vorher besiedelt, wurde der Ort, soweit bisher bekannt, erstmals im Dezember 1334 schriftlich erwähnt, als der Ritter Dietrich d. Ä. von Elben und seine Ehefrau Agnes mit dem Einverständnis ihrer Söhne und weiteren Erben dem Kloster Breitenau eine halbe Hufe Land in der Gemarkung von Ravenshusen sowie die Hälfte zweier in Brunslar gelegenen Hofgrundstücke mit allen Rechten und Zubehör übertrugen. Wahrscheinlich war der Ort damals bereits verlassen, denn es wird nur die Feldmark, nicht aber das Dorf erwähnt. Bereits 18 Monate später, im Juni 1336, schenkte Dietrich von Elben, zum Seelenheil seiner Verstorbenen Gattin und seiner selbst, eine weitere Manse im diesmal ausdrücklich als abgegangen bezeichneten Rabenshausen dem Kloster Breitenau, zusammen mit dem Hofgut in Großbrunslar (Neuenbrunslar).
Der Zehnt in der Gemarkung von Rabenshausen wurde noch 1366 und zuletzt 1455 urkundlich erwähnt. Werner von Löwenstein-Westerburg, an den der dortige Zehnt inzwischen zur Hälfte gekommen war, gab diesen Anteil 1366 als Mannlehen weiter an Wigand Goswin; die andere Hälfte gelangte über den Lehnsträger Otto von Gleichen an das Martinsstift in Kassel. Im Jahre 1445 schließlich übertrug Johann Goswin seine Hälfte des Zehnten an die Kartause Eppenberg, wie Erzbischof Dietrich von Mainz beurkundete.